# Карл Фрідріх Даніель Мейсснер
Карл Фрідріх Даніель Мейсснер (нім. Carl Daniel Friedrich Meissner або нім. Karl Friedrich Meissner, або нім. Karl Friedrich Meisner 1 листопада 1800 — 2 травня 1874) — швейцарський ботанік. Його прізвище спочатку мало написання Мейснер, але пізніше він змінив написання свого прізвища на Мейсснер.

## Біографія
Карл Фрідріх Даніель Мейсснер народився у місті Берн 1 листопада 1800 року.
Він був професором ботаніки у місті Базель. Карл Фрідріх Даніель Мейсснер зробив важливий внесок у ботаніку, написавши велику наукову роботу Plantarum vascularium genera та описав багато видів рослин.
Карл Фрідріх Даніель Мейсснер спеціалізувався на насіннєвих рослинах.
Карл Фрідріх Даніель Мейсснер помер у Базелі 2 травня1874 року.

## Наукові праці
- Plantarum vascularium genera. 1837—1843.
- Die Natur aufgefasst nach ihren Aeusserungen und Ableitung ihres Begriffs. 1870.